# EHF Champions League 1993/94
An der EHF Champions League 1993/94 nahmen 35 Handball-Vereinsmannschaften teil, die sich in der vorangegangenen Saison in ihren Heimatligen für den Wettbewerb qualifiziert hatten. Es war die 34. Austragung der EHF Champions League bzw. des Europapokals der Landesmeister und die erste unter der neuen Bezeichnung. Letzter Europapokalsieger der Landesmeister und damit Titelverteidiger war Badel 1862 Zagreb. Die Pokalspiele begannen am 29. August 1993, das zweite Finalspiel fand am 30. April 1994 statt. Im Finale konnte sich Teka Santander gegen Académico Basket Clube durchsetzen.

## Modus
Vor der „Champions League“ genannten Gruppenphase wurde eine Ausscheidungsrunde, ein Sechzehntelfinale und ein Achtelfinale im K.-o.-System mit Hin- und Rückspiel durchgeführt. Die Sieger des Achtelfinals qualifizierten sich für die Gruppenphase mit zwei Gruppen mit je vier Mannschaften, in der in jeder Gruppe jeder gegen jeden ein Hin- und Rückspiel hatte. Die beiden Gruppenbesten spielten im Finale mit Hin- und Rückspiel den Sieger der EHF Champions League der Saison 1993/94 aus.

## Ausscheidungsrunde
|                        | Gesamt |                  | Hinspiel | Rückspiel |
| ---------------------- | ------ | ---------------- | -------- | --------- |
| Pelister Bitola        | 46:51  | RK Celje         | 22:23    | 24:28     |
| SKA Minsk              | 53:47  | HC Kehra Tallinn | 33:21    | 20:26     |
| GTU Shevardeni Tbilisi | 32:42  | HT Tatran Prešov | 12:17    | 20:25     |

## Sechzehntelfinals
Die Hinspiele fanden am 30./31. Oktober 1993 statt, die Rückspiele am 5./6./7. November 1993.
|                        | Gesamt |                        | Hinspiel | Rückspiel |
| ---------------------- | ------ | ---------------------- | -------- | --------- |
| Medveščak Zagreb       | 53:45  | ZTR Saporischschja     | 28:19    | 25:26     |
| HV Sittardia           | 35:59  | Teka Santander         | 15:32    | 20:27     |
| SG Wallau/Massenheim   | 68:24  | CHEV Handball Diekirch | 34:10    | 34:14     |
| Newa St. Petersburg    | 45:52  | Hapoel Rishon LeZion   | 25:29    | 20:23     |
| KIF Kolding            | 48:56  | Sandefjord TIF         | 25:25    | 23:31     |
| Badel 1862 Zagreb      | 48:41  | HC Granitas Kaunas     | 27:19    | 21:22     |
| Halkbank Ankara        | 37:38  | Borba Luzern           | 18:17    | 19:21     |
| USAM Nîmes             | 40:31  | HT Tatran Prešov       | 22:16    | 18:15     |
| Tatra Kopřivnice       | 41:45  | Valur Reykjavík        | 23:23    | 18:22     |
| Teka Santander         | 35:70  | KC Veszprém            | 17:33    | 18:37     |
| Iskra Kielce           | 62:42  | Ionikos Athen          | 32:20    | 30:22     |
| Pallamano Trieste      | 34:35  | UHK West Wien          | 21:17    | 13:18     |
| Redbergslids IK        | 34:38  | RK Celje               | 23:21    | 11:17     |
| Drumsö IK Dicken       | 50:33  | Vestmanna ÍF           | 28:16    | 22:17     |
| SKA Minsk              | 55:45  | Belasiza Petritsch     | 32:16    | 23:29     |
| Académico Basket Clube | 43:27  | Initia HC Hasselt      | 26:13    | 17:14     |

## Achtelfinals
Die Hinspiele fanden am 25./26. September 1993 statt, die Rückspiele am 2./3. Oktober 1993.
|                        | Gesamt  |                      | Hinspiel | Rückspiel |
| ---------------------- | ------- | -------------------- | -------- | --------- |
| Iskra Kielce           | 48:66   | SG Wallau/Massenheim | 23:34    | 25:32     |
| RK Celje               | 51:30   | Borba Luzern         | 27:11    | 24:19     |
| Académico Basket Clube | 58:53   | Hapoel Rishon LeZion | 28:22    | 30:31     |
| KC Veszprém            | 45:51   | Teka Santander       | 29:26    | 16:25     |
| Valur Reykjavík        | 46:46 * | Sandefjord TIF       | 25:22    | 21:24     |
| Drumsö IK Dicken       | 53:66   | Badel 1862 Zagreb    | 26:24    | 27:42     |
| SKA Minsk              | 37:57   | USAM Nîmes           | 15:31    | 22:26     |
| UHK West Wien          | 39:38   | Medveščak Zagreb     | 23:20    | 16:18     |

## Gruppenphase
Die Gruppenphase wurde zwischen dem 18. Januar 1994 und dem 6. April 1994 ausgespielt.

### Gruppe A
| Pl. | Mannschaft             | Sp. | S | U | N | Tore      | Diff. | Punkte |
| --- | ---------------------- | --- | - | - | - | --------- | ----- | ------ |
| 1.  | Académico Basket Clube | 6   | 3 | 2 | 1 | 0139:1350 | +4    | 8      |
| 2.  | USAM Nîmes             | 6   | 2 | 3 | 1 | 0142:1350 | +7    | 7      |
| 3.  | Sandefjord TIF         | 6   | 3 | 1 | 2 | 0146:1450 | +1    | 7      |
| 4.  | Badel 1862 Zagreb      | 6   | 0 | 2 | 4 | 0135:1470 | −12   | 2      |

### Gruppe B
| Pl. | Mannschaft           | Sp. | S | U | N | Tore      | Diff. | Punkte |
| --- | -------------------- | --- | - | - | - | --------- | ----- | ------ |
| 1.  | Teka Santander       | 6   | 4 | 0 | 2 | 0136:1360 | ±0    | 8      |
| 2.  | SG Wallau/Massenheim | 6   | 3 | 0 | 3 | 0128:1270 | +1    | 6      |
| 3.  | UHK West Wien        | 6   | 3 | 0 | 3 | 0116:1210 | −5    | 6      |
| 4.  | RK Celje             | 6   | 2 | 0 | 4 | 0120:1160 | +4    | 4      |

## Finale
Das Hinspiel fand am 23. April 1994 in Braga statt und das Rückspiel am 30. April 1994 in Santander. In der Premierensaison war Teka Santander der erste Gewinner der EHF Champions League.
|                        | Gesamt |                | Hinspiel | Rückspiel |
| ---------------------- | ------ | -------------- | -------- | --------- |
| Académico Basket Clube | 43:45  | Teka Santander | 22:22    | 21:23     |

 ABC Braga – Teka Santander  22:22 (9:8)
23. April 1994 im Pavilhão Flávio Sá Leite, Braga, 2.000 Zuschauer.
ABC Braga: Paulo Morgado, Carlos Ferreira – Wladimir Bolotski (6/2), Paulo Faria Araujo (5/1), Rui Almeida (3/1), Ricardo Tavares (2), Viktor Tchikoulaev (2) , Alvaro Martins (1), Carlos Galambas, Eduardo Filipe Coelho, Carlos Brito, Konstantin Dolgow
Trainer: Oleksandr Donner
Teka Santander: Mats Olsson, José Javier Hombrados – Michail Jakimowitsch (6), Chechu Villaldea (6) , Juan Dominguez (5)  , Talant Dujshebaev (3) , Javier Cabanas (1) , Juri Nesterow, Chechu Fernández, Alberto Urdiales, Xavier Mikel Rekondo , Juan Francisco Muñoz Melo
Trainer: Julián Ruiz
Schiedsrichter:  Svein Olav Øie und Bjørn Høgsnes
 Teka Santander  –  ABC Braga 23:21 (11:11)
30. April 1994 im Pabellón de La Albericia, Santander, 4.000 Zuschauer.
Teka Santander: Mats Olsson, José Javier Hombrados – Michail Jakimowitsch (6), Chechu Villaldea (2) , Juan Dominguez (1) , Talant Dujshebaev (5), Javier Cabanas (6), Juri Nesterow (2), Chechu Fernández, Alberto Urdiales, Xavier Mikel Rekondo (1) , Juan Francisco Muñoz Melo
Trainer: Julián Ruiz
ABC Braga: Paulo Morgado, Carlos Ferreira – Wladimir Bolotski (4), Rui Almeida (4), Viktor Tchikoulaev (4/3), Ricardo Tavares (2), Paulo Faria Araujo (2), Alvaro Martins (2), Carlos Galambas (2), Konstantin Dolgow (1) , Eduardo Filipe Coelho, Carlos Brito
Trainer: Oleksandr Donner
Schiedsrichter:  Fritz Rudin und Roger Schill